# فولکس‌واگن آی.دی.
فولکس‌واگن آی.دی. یک نوع خودروی الکتریکی بر اساس پلت فرم ام ئی بی است. این خودرو برای اولین بار در نمایشگاه خودروی پاریس در سپتامبر ۲۰۱۶ معرفی شد. تولید یک خودرو بر اساس نمونه اولیه آن در سال ۲۰۲۰ صورت خواهد گرفت. این خودرو یکی از پنج خودروی جدید فولکس‌واگن خواهد بود که بر روی پلت فرم ام ئی بی‌قرار دارد.فولکس‌واگن آی.دی. هاچ‌بک است و دارای ۵ در نیز می‌باشد. این خودرو مخصوص بازارهای آسیا و اروپا ساخته شده و در بازار آمریکا به جای آن خودروی فولکس‌واگن آی.دی. کروز عرضه می‌گردد.